# Pomme de terre rissolée

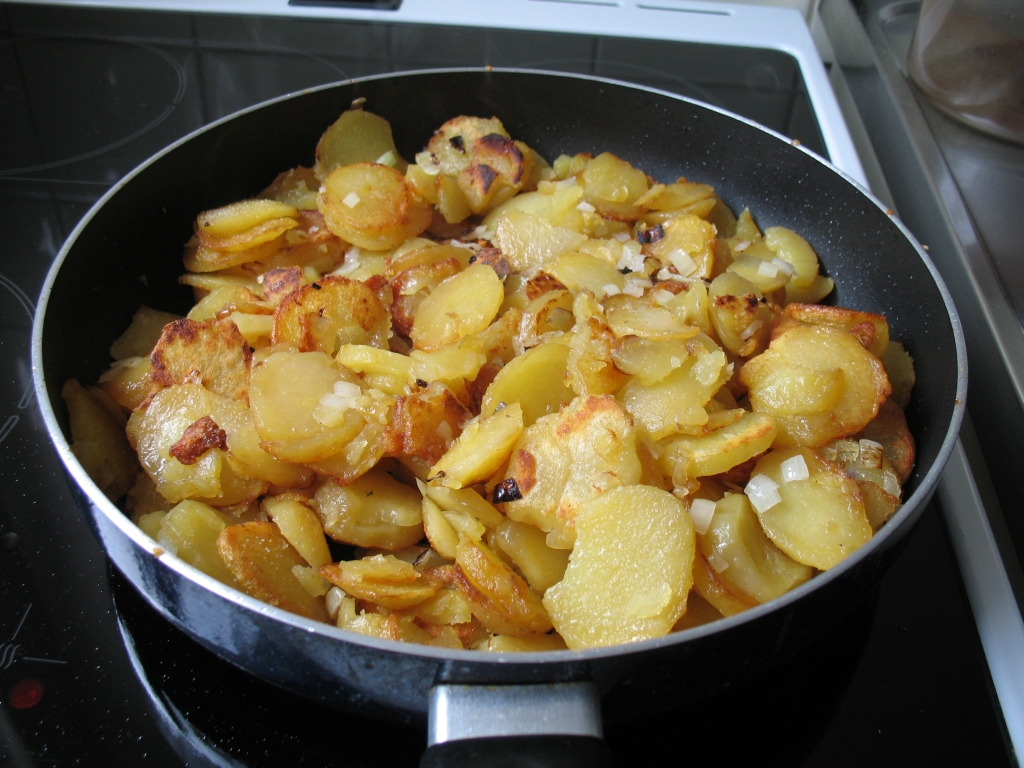
Pommes de terre rissolées

Les pommes de terre rissolées (ou patates rissolées), sont un type classique de préparation des pommes de terre coupées en morceaux, quartiers ou rondelles. Elles sont cuites à l'aide d'une matière grasse, généralement huile végétale ou beurre, dans une poêle ou une sauteuse, à feu plus ou moins vif, jusqu'à ce que l'aliment prenne de la couleur, et peuvent être accompagnées d'oignons, champignons, lardons etc.